# Трубинка
Трубинка — деревня в Красносельском районе Костромской области. Входит в состав Сидоровского сельского поселения.

## География
Находится в юго-западной части Костромской области на правом берегу Волги на расстоянии приблизительно 4 км на юго-восток по прямой от районного центра поселка Красное-на-Волге.

## История
Известна с 1872 года, когда здесь было учтено 26 дворов, в 1907 году отмечено было 40 дворов.

## Население
Постоянное население составляло 135 человек (1872 год), 219 (1897), 231 (1907), 1 в 2002 году (русские 100 %), 3 в 2022.